# Histoire du chanvre
Pour un article plus général, voir Cannabis.
Le chanvre est une des premières plantes domestiquées par l'homme, au Néolithique, probablement en Asie. Il a ensuite accompagné migrations et conquêtes pour se répandre sur tous les continents.

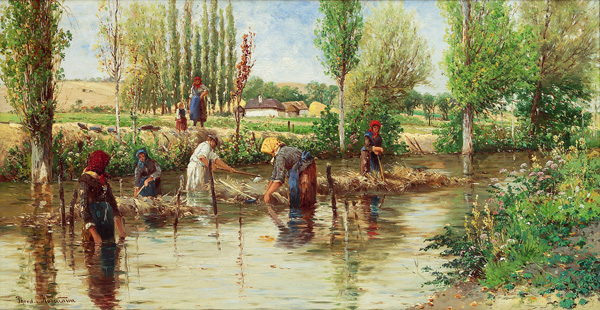
Hanfeinlegen (immersion du chanvre), huile de Théodore von Hörmann, peintre autrichien du XIXe siècle.

## Néolithique
Des traces archéologiques de son utilisation ancienne par l'homme ont d'abord été trouvées en Chine, dans l'un des foyers de la révolution agricole néolithique. Les fouilles du site néolithique de Xianrendong (dans le Jiangxi), daté de 8000 av. J.-C. ont ainsi livré de la céramique, certains pots décorés de fibres spiralées de chanvre. Puis d'autres traces ont été trouvées de l'Europe au Japon, plus anciennes encore.
L'origine géographique du chanvre n'est pas certaine : plaines de l'Asie centrale dans le secteur du lac Baïkal pour certains, région moyenne du fleuve Jaune en Chine pour d'autres, ou encore contreforts indiens de l'Himalaya. Plusieurs études archébotaniques récentes suggèrent son apparition dans certains foyers préhistoriques au même moment, à la fois au Japon et en Europe de l'Est entre il y a environ 11 500 et 10 200 ans.
Il s'agirait donc d'une des premières plantes domestiquées par l'homme, probablement tout à la fois pour ses fibres solides, ses graines oléagineuses nourrissantes et les propriétés médicinales de sa résine.
Les données paléobotaniques récentes, basées sur les collectes de pollen, fruits et fibres de cannabis dans les fouilles archéologiques montrent que durant un court laps de temps, à la fin de la dernière ère glaciaire, deux groupes humains ont commencé à cultiver et utiliser, indépendamment, une nouvelle plante, le cannabis. Une étude archéologique du cannabis a aussi mis en relation une intensification de la consommation en Asie orientale, avec la montée du commerce transcontinental au tout début de l'âge du bronze, il y a environ 5000 ans.
C'est le moment où les Yamnaya (nom donné au peuple vivant alors dans le centre de l'Eurasie et considéré comme l'une des trois tribus principales ayant fondé la civilisation européenne) se sont dispersés vers l'est ; Peut-être grâce à la maîtrise de l'équitation qui a permis d'ouvrir des routes commerciales plus régulières et longues, ils pourraient à cette occasion avoir répandu l'usage du cannabis (comme fibre textile et peut-être ses usages médicaux ou psychoactifs), dans toute l'Eurasie.
Le chanvre pourrait avoir été domestiqué en plus d'un endroit, et favorisé par les changements sociaux et techniques caractérisant l'aube de l'âge du bronze, sans que l'on puisse actuellement savoir cependant, si cet engouement était lié à ses propriétés psychoactives, mais quelques auteurs chercheurs ont suggéré que la découverte de graines brûlées dans plusieurs sites archéologiques peut laisser penser que fumer du cannabis peut être en certaines occasions spéciales comme des fêtes ou certains rituels) était pratiqué par certains hommes préhistoriques et que cette pratique a pu se répandre en Eurasie.
Selon Barney Warf (Université du Kansas à Lawrence), les historiens grecs rapportent que les Scythes (pasteurs et nomades de la période qui a suivi l'Age du Bronze, venus des steppes d'Europe centrale, qui ont succédé aux Yamnaya utilisaient régulièrement du cannabis comme une drogue.

## Antiquité

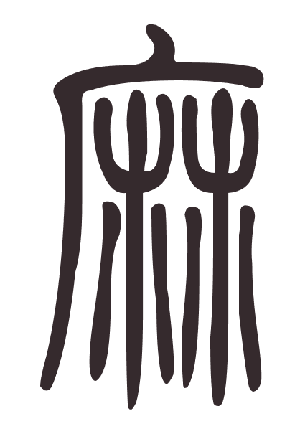
Má, l'idéogramme chinois pour le chanvre, représente deux plantes dans un séchoir.

En Égypte antique, on trouve une trace écrite de l'utilisation médicinale du chanvre. Ainsi le papyrus Ebers (rédigé 1500 ans av. J.-C.) mentionne l'utilisation d'huile de chènevis pour soigner les inflammations vaginales (formule no 821, p. 96, lignes 7-8).
En Chine, le plus ancien traité de matière médicale (Shennong bencao jing), compilé aux alentours du début de notre ère, mentionne le cannabis, (maben 麻贲, actuellement dama 大麻).
Il est classé dans les drogues de catégorie supérieure destinées à prolonger la vie ("alléger le corps" comme celui d'un Immortel chevauchant les nuages).
À la même époque, dans le domaine gréco-latin, le médecin botaniste grec Dioscorides décrit  dans De Materia Medica  (Ier siècle), un kannabis emeros (femelle), identifié comme le Cannabis sativa :

« Le cannabis est une plante de grande utilité qui permet de tresser des cordes très solides... Mangé en grande quantité, il empêche de concevoir des enfants. Le jus de la plante verte est bon contre le mal d'oreille... »

— (MM 3-165)
Le cannabis était connu des Scythes, pour lesquels l'historien grec Hérodote (450 av. J.-C.) témoigne d'un usage courant en tant que textile. Il y décrit au même titre des séances de fumigation collective. Les Scythes dressaient de petites tentes de laine serrée où ils organisaient des bains de vapeur à partir de fleurs de chanvre brulées dans un vase contenant des pierres rougies qui entraînaient la confusion des participants. Le professeur Sergueï Ivanovitch Roudenko, archéologue soviétique, a confirmé l'utilisation courante du cannabis par les Scythes avec la découverte en 1929 sur le site de Pazyryk d'un chaudron de bronze rempli de graines de chanvre carbonisées, ainsi que des vêtements de chanvre et des encensoirs métalliques. Ces peuplades nomades, qui ne pratiquaient pas l'agriculture, ont probablement joué un rôle dans la diffusion du chanvre, à travers leurs migrations dans les steppes eurasiennes. Le chanvre est en effet une plante rudérale, qui colonise les habitats anthropisés (perturbés par l'homme). Elle est écologiquement adaptée aux milieux ouverts (donc ensoleillés), aux sols riches en azote (à cause des déjections des troupeaux), caractéristiques des abords de campements.
Depuis l’Antiquité, les peuples germaniques cultivaient également le chanvre dont les fibres servaient à la fabrication de vêtements et de cordes pour les bateaux. Ainsi, à Eisenberg dans le Thuringe, des fouilles archéologiques ont mis au jour des semis de chanvre à côté de poteries datant de 5500 av. J.-C. Sur l'éventualité d'un usage aromatique et herboristique du chanvre par les peuples germaniques, la découverte de la plus ancienne pipe du monde dans un tombeau datant de l'âge de bronze (1500 av. J.-C.), à Bad Abbach (Bavière) laisse ouverte l'hypothèse d'un usage psychotrope par inhalation de fumée. On sait également que jusqu'en 1516 et la promulgation de la « loi de pureté » Reinheitsgebot, influencée par les prescriptions de la moniale Hildegarde de Bingen qui a favorisé l'usage unique du houblon dans l'aromatisation de la bière, de nombreuses plantes aromatiques et médicinales composaient les recettes des bières de l'Antiquité et du Moyen Âge. Il est fort probable que le chanvre ait été utilisé comme gruit, aux côtés d'autres plantes locales : achillée millefeuille, ivraie enivrante, myrte des marais, lédon des marais, marjolaine, trèfle d'eau, armoise, germandrée, genêt à balais, jusquiame, sauge des bois.
Dans l'Empire romain, on retrouve la trace du chanvre dans plusieurs écrits, comme ceux de Pline l'Ancien. Celui-ci y consacre un paragraphe dans son Histoire naturelle (livre XIX traitant de la culture du lin et de l'horticulture) où il donne de précieux conseils en matière de choix variétal, date de semis, de récolte, etc. Galien met en garde contre cette plante : « Certains mangent les graines frites avec des sucreries. J’appelle sucrerie les nourritures servies au dessert pour inciter à boire. Les graines apportent une sensation de chaleur et si consommées en grandes quantités, affectent la tête en lui envoyant des vapeurs chaudes et toxiques ». Au IIe siècle, les Romains vont introduire la culture du chanvre en Gaule avec celle du seigle, de la gesse et de la vesce. La fouille archéologique de la villa de Saint-Romain de Jalionas (Isère) met ainsi à jour plusieurs aires de rouissage du chanvre. Le plant de chanvre doit en effet subir une décomposition partielle afin que le ciment pectique et les fibres ligneuses se désolidarisent des fibres de cellulose. L'immersion des pieds dans l'eau permet d'accélérer ce processus. D'autres découvertes archéologiques, aussi bien dans la région de Marseille que dans le Sud-Ouest (site de Al Poux dans le Lot) laissent cependant supposer que le chanvre était cultivé et utilisé en Gaule bien avant la romanisation.
En Chine, l'époque des Han occidentaux, au IIIe siècle le grand chirurgien Hua Tuo réalise des opérations sous anesthésie par usage médical du chanvre. Le terme chinois pour anesthésie (麻醉 : má zuì) est d'ailleurs composé de l'idéogramme qui désigne le chanvre, suivi de celui qui signifie l'ivresse.
L'usage textile du chanvre à l'époque biblique chez les Hébreux est aujourd'hui documenté. Un débat reste cependant ouvert quant à la citation explicite ou implicite du chanvre dans la Bible hébraïque. Le livre de l'Exode, en 30:22-31, décrit la confection de l'huile sacerdotal à partir d'huile d'olive, de cinq cents sicles de myrrhe, deux cent cinquante sicles, de cinnamone aromatique et deux cent cinquante sicles de canne aromatique . Ce dernier ingrédient (קַנַּבּוֹס (qannabbôs) en hébreu) devrait être traduit par cannabis selon certains linguistes. Ces conclusions sont notamment celles de Sula Benet de l'Institut des Sciences Anthropologiques de Varsovie en 1936. Les recherches académiques menées dans les années 1980 par Raphael Mechoulam et ses collaborateurs à l'Université hébraïque de Jérusalem tendent vers des conclusions similaires. Dans la Bible, en Exode 30:26, il est demandé à Moïse de oindre de cette huile la tente des convocations et de l'utiliser comme encens (quoique sur ce dernier point le texte est sujet à interprétation). Certains questionnent ce texte et le rapprochent de l'usage des bains de vapeurs de chanvres dans une tente de laine décrit par Hérodote chez les Scythes. Leur argumentation repose par exemple sur les contacts avérés entre Scythes et Anciens Hébreux. Mais tout cela n'est qu'hypothèse et un sujet de controverse qui reste principalement documenté dans la littérature favorable à un usage psychotrope du chanvre. Il existe cependant une preuve avérée d'un usage médicinal du cannabis au Proche-Orient par la découverte en 1993 d'une équipe d'archéologues à Beit Shemesh entre Jérusalem et Tel-Aviv un tombeau contenant le squelette d'une jeune fille de 14 ans environ. Des pièces romaines ont permis de dater cette tombe au IVe siècle de notre ère. La région pelvienne contenait le squelette d'un fœtus à terme, de taille trop importante pour permettre une délivrance par les voies naturelles. Un résidu carbonisé trouvé sur l'abdomen de la jeune fille a révélé à l'analyse spectrographique contenir du delta-6-tétrahydrocannabinol, un composant stable du cannabis. Les auteurs de la découverte ont supposé que ces cendres provenaient de la combustion de cannabis dans un récipient, administré à la jeune fille comme inhalant pour faciliter l'accouchement.

## Moyen Âge
Au Moyen Âge, l'empereur Charlemagne va fortement encourager la culture du chanvre. Il s'agit alors d'une denrée stratégique, gage de prospérité, en raison des nombreuses utilisations permises par sa fibre : vêtements, cordages, voiles.

 À la même époque, les Arabes apprennent de prisonniers de guerre chinois le secret de la fabrication du papier, après la bataille d'Atlah. Celui-ci est obtenu à partir d'écorce de mûrier et de fibres de chanvre.

Une seconde vague de diffusion de la culture du chanvre accompagnera donc les invasions arabes, en Afrique du Nord, puis en Espagne, en France, en Sicile. Les Arabes ont en effet perfectionné la technique de fabrication du papier à partir de chanvre, papier qui sert de moyen de diffusion des manuscrits arabes, dont le Coran, mais également de nombreux textes de portée scientifique (mathématique, astronomie, médecine, etc.), littéraire ou philosophique. Ils installent leurs moulins à papier en Andalousie au début du XIe siècle. Les traités médicaux arabes et perses décrivent de manière détaillée l’action du chanvre et son potentiel thérapeutique.

L'abbesse allemande Hildegarde de Bingen (1098-1179) en cultive dans le jardin du couvent, aux côtés d'autres simples, sous le nom de "Cannabus". Elle préconise son usage pour combattre les nausées (anti-émétique) et contre les douleurs à l'estomac.

À la même époque (1090) Hassan Ibn Sabah établit ses quartiers dans la forteresse d'Alamut, au Nord-Ouest de l'Iran actuel et met en place un ordre guerrier (Fedayins). Cet ordre est doté d'un corps d'élite constitué d'hommes entièrement dévoués à sa cause et prêts à mourir pour elle. Marco Polo, mentionne « certain breuvaige à boire, par le moyen duquel ilz estoient incontinent troublez de leur esperit, & venoient à dormir profondément », pour le conditionnement des fedayins. Plusieurs auteurs du XIXe et du XXe siècle se sont inspirés de ce récit dans leurs œuvres, reprenant ou contestant l'hypothèse linguistique qui ferait dériver le terme assassin de l'arabe « haschischiyoun » ou « haschaschin » (mangeurs d'herbe), et signerait l'usage du chanvre indien par cette secte ismaëlienne.

C'est en terre d'Islam qu'est édictée la première interdiction documentée concernant le cannabis : en 1378, l'émir Soudoun Sheikouni interdit la culture du cannabis en Égypte, à Joneima, et condamne ceux pris en train d'en consommer à avoir les dents arrachées.

## Renaissance

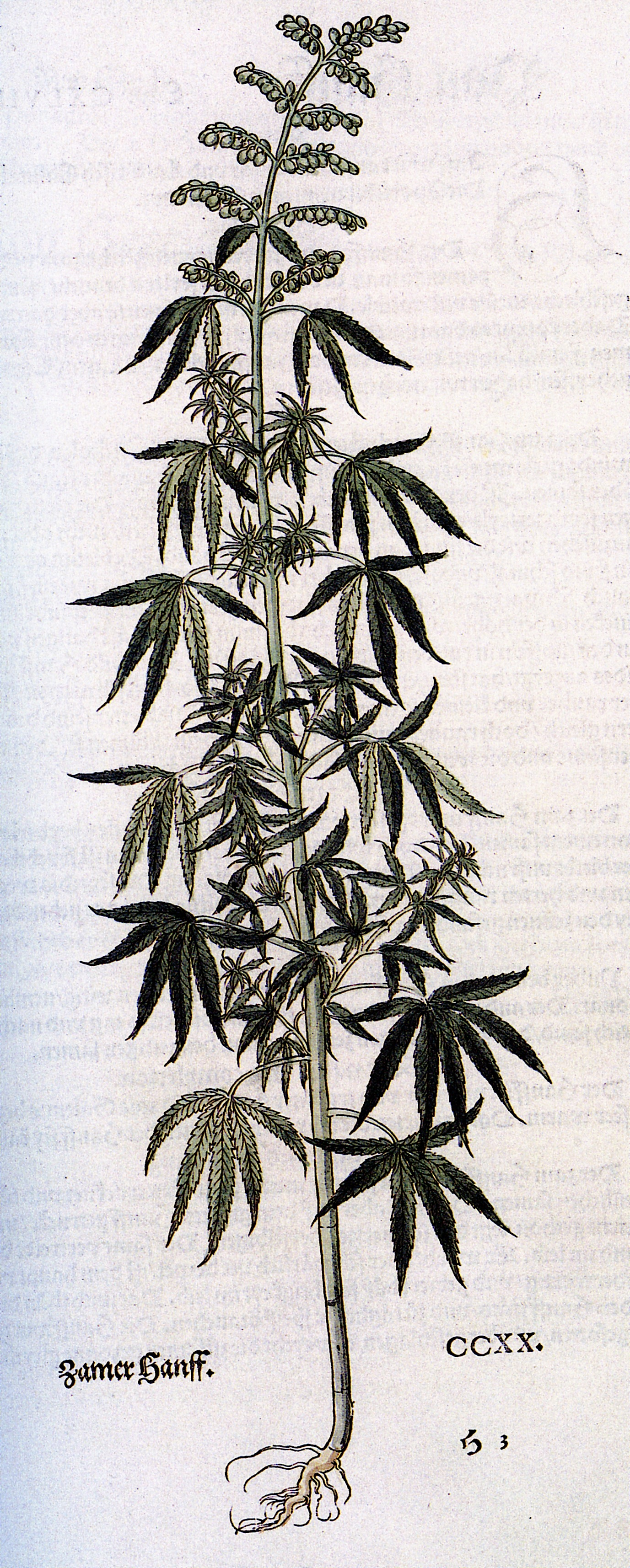
Planche sur le chanvre, tirée du Kraüterbuch du botaniste allemand Leonhart Fuchs (1543)

À la Renaissance, l'Église s'attaque à la sorcellerie en s'appuyant sur les tribunaux de l'Inquisition. Le pape Innocent VIII assimile en effet la sorcellerie à une hérésie. La bulle papale Summis Desiderantis Affectibus, en 1484, donne le chanvre pour un sacrement du sabbat de Satan. [citation nécessaire] Cette décision va contribuer à marginaliser un savoir populaire ancestral en matière de plantes médicinales. Mais la même année est imprimée la première édition illustrée de l'Herbarius pseudo-Apulée, dans lequel apparaît le chanvre. Paracelse décrit également la plante dans plusieurs de ses travaux. Et plusieurs célèbres herbiers allemands, dus à Otto Brunfels, Hieronymus Bock et Leonhart Fuchs contiennent des planches dédiées au chanvre. François Rabelais, dans son Tiers Livre décrit sur le mode humoristique une plante merveilleuse qui ressemble à s'y méprendre au chanvre : le Pantagruélion. En Inde, Bhavamishra décrit dans ses traités médicaux les propriétés et les préparations à base d'opium et de cannabis.

## Temps modernes
Aux XVIIe et XVIIIe siècles, les puissances européennes se disputent la suprématie navale et le contrôle des points de passage stratégiques, alors que les échanges maritimes intercontinentaux sont en plein essor. Les navires sont alors propulsés par la seule force du vent. Le chanvre est utilisé pour fabriquer les cordages, les câbles, les échelles et les haubans, ainsi que les voiles. « Un navire de taille moyenne utilise 60 à 80 tonnes de chanvre sous forme de cordages et 6 à 8 tonnes sous forme de voile, par an. », relève le professeur agrégé d'histoire Serge Allegret. Le chanvre a donc pendant cette période la place d'un matériau stratégique, au même titre que le charbon quand apparaîtront les machines à vapeur ou le pétrole aujourd'hui. En France, Colbert crée en 1666 la corderie royale associée à l'arsenal de Rochefort sur Mer, et réalise un important travail pour sécuriser l'approvisionnement en chanvre national. Les marines hollandaise et anglaise sont équipées de voiles tissées aux Pays-Bas à partir de chanvre d'excellente qualité produit en Livonie (actuels pays baltes). Grâce à la technique du tissage à un seul fil, les toiles obtenues sont plus performantes (solides, légères et souples).

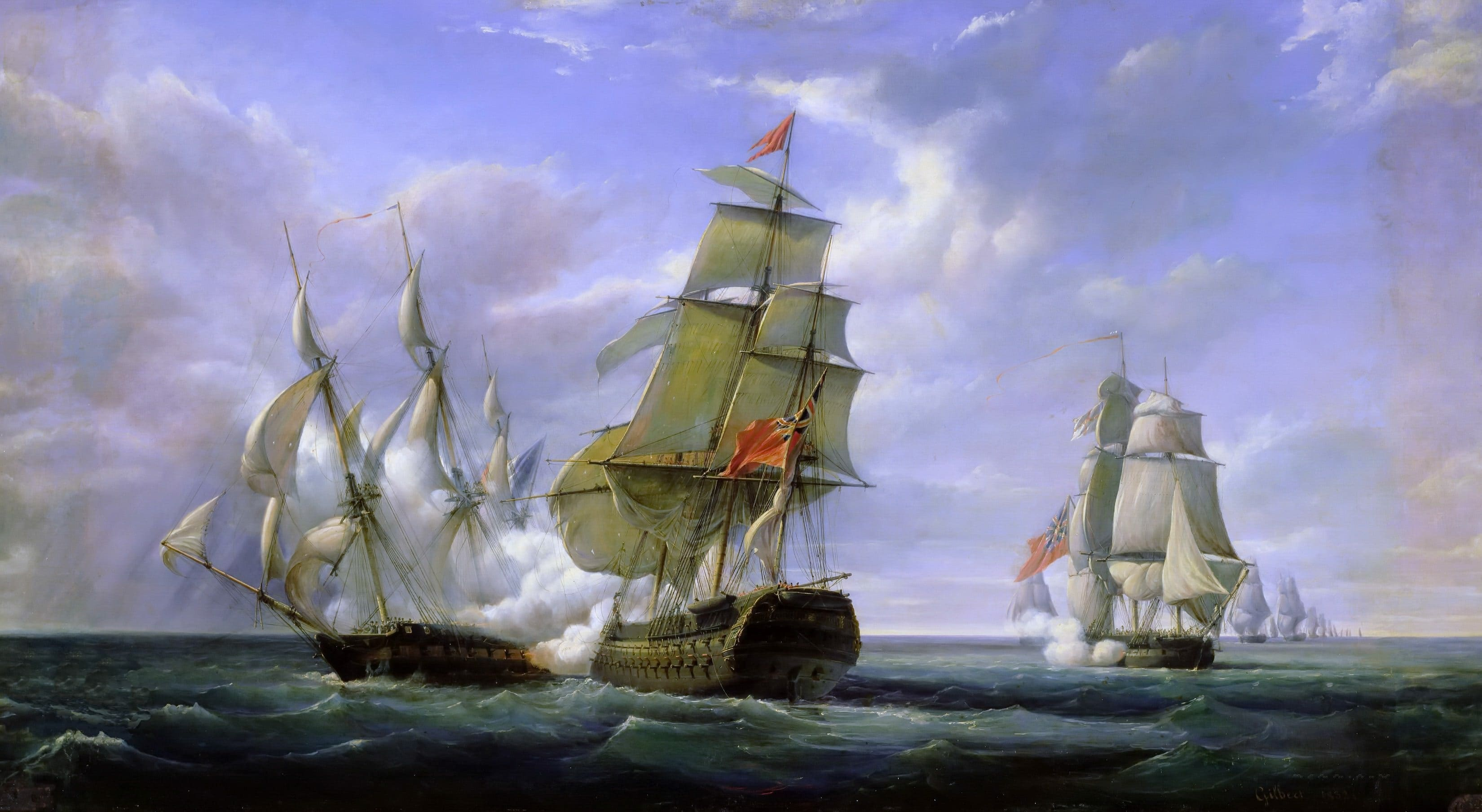
Aux grandes heures de la marine à voile, l'approvisionnement en chanvre des nations européennes revêtait un intérêt stratégique.

Diderot et d'Alembert dans leur Encyclopédie détaillent la culture et le travail du chanvre, et mentionnent ses propriétés psychotropes : « Le Chanvre est cultivé, comme plante textile, dans un grand nombre de pays. Toutes ses parties exhalent une odeur forte, extrêmement désagréable, et les émanations qui se dégagent des chènevières causent des vertiges, des éblouissements, en un mot une sorte d'ivresse. [...] Enfin, les feuilles de la var. indica servent, en Orient, à la préparation du hachich. ».
Le chanvre aurait été présent aux Amériques avant la colonisation : Jacques Cartier rapporte en avoir vu, dans son journal de voyage. L'archéologue Bill Fitzgerald a découvert à Moriston en Ontario des pipes vieilles de 500 ans, contenant des traces de résines de cannabis. Toujours est-il que les colons européens entreprirent la culture du chanvre à grande échelle. George Washington, premier président des États-Unis d'Amérique, en cultivait sur sa plantation, comme en témoigne son journal. En 1794, il donne l'instruction suivante à ses hommes : « Prenez le plus possible de graines de chanvre indien et semez-en partout. » (Make the most of the Indian hemp seed and sow it everywhere). Au Canada également, plusieurs mesures sont prises pour favoriser le développement de cette industrie : subventions, incitations fiscales, distribution de graines aux fermiers en 1801...

## Époque contemporaine
Victime d'une tentative d'assassinat par un Égyptien en état d'ivresse cannabique, au cours de la Campagne d'Égypte, Bonaparte édicte le 8 octobre 1800 un décret interdisant dans toute l'Égypte l'usage du hachisch.
Dans les Caraïbes anglophones, l'usage psychotrope du cannabis serait selon certains auteurs une conséquence de l'abolition de l'esclavage en 1833. Celui-ci aurait été importé avec la main-d’œuvre indienne destinée à remplacer les anciens esclaves noirs dans les plantations de canne à sucre. Main d'œuvre qui emmena dans ses bagages des graines de chanvre indien. Le nom donné aux Indiens fut coolie et, aujourd’hui encore, les rastas utilisent notamment le terme coolie weed (« herbe de coolie ») pour évoquer le cannabis.
Des gravures sur cuivre du XIXe siècle montrent que les berges du Rhin étaient, à l’époque, couvertes de grands champs de chanvre.
En 1844, Théophile Gautier et le docteur Jacques Joseph Moreau fondent le club des Hashischins. Voué à l’étude du cannabis, il sera fréquenté par de nombreux artistes français.

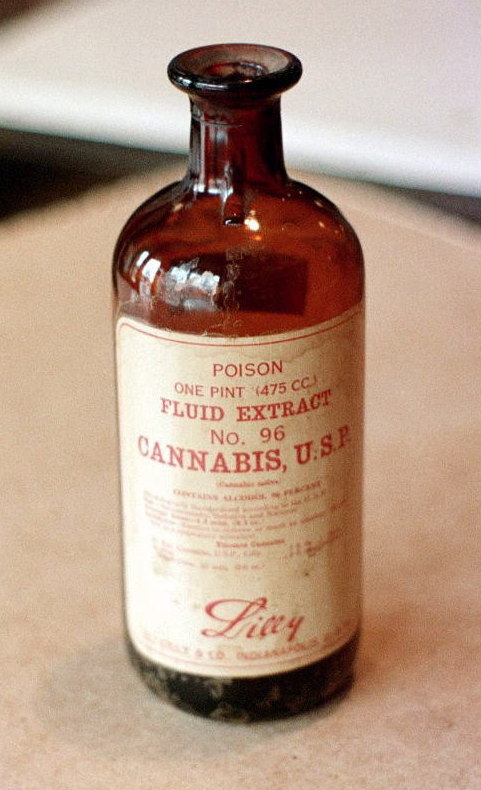
Extrait fluide de cannabis fabriqué par Eli Lilly. Au cours de la deuxième moitié du XIXe siècle, le cannabis sous forme de teinture était un produit pharmaceutique courant.

Au XIXe siècle, le cannabis était utilisé en Occident pour ses vertus médicinales, sous forme de teinture (extrait alcoolique). C'est le médecin irlandais William Brooke O'Shaughnessy qui le présenta comme médicament après un séjour de neuf ans aux Indes, en 1841. Le cannabis fut ainsi prescrit à la reine Victoria pour soulager ses douleurs menstruelles. L'extrait alcoolique de cannabis était également commercialisé aux États-Unis. Dans la vieille Europe comme aux États-Unis, cette teinture était l'un des médicaments les plus vendus par les officines de pharmacie. Mais, à la fin du XIXe siècle, son succès commença à décliner, à la suite de l’apparition et du fort succès d’autres médicaments tels que l’aspirine. L'adolescent Ernst Jünger tombe par hasard en 1920 sur un vestige de cette époque, sous la forme d'un vase de porcelaine portant la mention « Extr. Cannabis ». Il raconte son expérience malheureuse (que l'on qualifierait aujourd'hui de bad trip) dans son essai Approche, drogues et ivresse.
Autre anecdote surprenante, des cigarettiers lancent à la fin du XIXe siècle sur le marché européens plusieurs marques de cigarettes au cannabis, en jouant sur l'image "orientale" de la plante : Arabische Nächte (Nuits Arabes) (9 % de cannabis), Harem (9 %), etc.
Les Mexicains le cultivent également et commencent l'exportation des sommités fleuries vers le Texas dès 1910. C'est d'ailleurs aux Mexicains que l'on doit l'usage du mot marijuana qui, à l'origine, désignait une cigarette de mauvaise qualité.
Aux États-Unis, durant les années 1920 et 1930, le cannabis, qui n'est alors pas illégal, envahit le marché, devenant très populaire. Face à ce succès grandissant, mais surtout dans un contexte d'échec de la politique de prohibition de l'alcool, le lobby puritain s'intéresse au cannabis et les autorités mettent en place des campagnes dites de sensibilisation avec des slogans tel que Marijuana is Devil sur fond de diable enflammé. La police des stupéfiants de La Nouvelle-Orléans impute aux consommateurs 60 % des crimes commis dans la ville. Il s'agit d'une véritable entreprise de propagande, qui trouvera des alliés dans le lobby de l'industrie du coton, dans celle de la chimie (dont les lobbys du nylon et du pétrole) et dans une partie de la presse, dont les patrons ont des intérêts forestiers importants (entre autres le magnat de la presse William Randolph Hearst). Cette campagne appuiera son argumentation sur le racisme ambiant, en combinant le dégoût des « nègres », de leur musique (le blues et le jazz) et les ravages fantasmés du cannabis (folie meurtrière, dégénérescence, etc.). Les journaux reprennent et répandent l'idée que violence et cannabis sont liés, à travers le pays et, en 1937, une loi instaure la taxation de la production, du commerce ainsi que l’usage industriel et médical, c'est le Marihuana Tax Act.

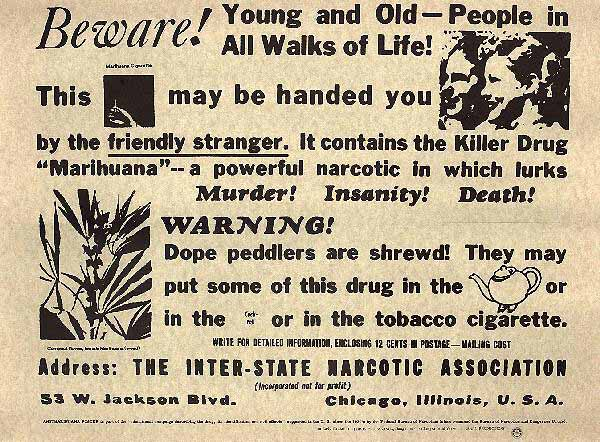
Affiche diffusée par le Federal Bureau of Narcotics, à la fin des années 1930, et pendant les années 1940, époque de diabolisation du produit (la marihuana est un narcotique puissant qui pousse au meurtre, et conduit à la folie et à la mort).

L’accroissement dans le reste du monde de la production et du trafic de cannabis sont alors préoccupants et plusieurs gouvernements autres que celui des États-Unis s’inquiètent. Ainsi dès 1925, la convention internationale de Genève est acceptée par la plupart des pays du monde s’engageant à se battre contre le trafic de drogue. Parmi eux, la Turquie et l’Égypte veulent déjà inclure le cannabis dans la convention, avançant que sa consommation est à la base de la débilité humaine.
Concurrencé dans son usage textile par les fibres exotiques (jute, sisal, kenaf), et par les fibres synthétiques (nylon), concurrencé dans l'industrie papetière par le bois, le chanvre décline rapidement au cours de la première moitié du XXe siècle. En France, par exemple, 176 000 hectares sont emblavés en 1840. En 1939, la superficie cultivée n'est plus que de 3 400 hectares. Au cours de la Seconde Guerre mondiale, le gouvernement américain relance la production de fibres de chanvre et réalise même un film de propagande intitulé Hemp for Victory (Le chanvre pour la Victoire). Lors du débarquement de Normandie, les Rangers commandés par le lieutenant-colonel James E. Rudder étaient équipés de grappins et de cordes de chanvre pour escalader les falaises de la pointe du Hoc. « Les cordes de chanvre alourdies par l'humidité se révélèrent inutilisables ».
Bien qu’il ait probablement été utilisé comme drogue occasionnelle durant son histoire, c'est aux États-Unis, parmi la scène jazz des années 1950 qu’on le voit devenir populaire, avec la Beat generation. Suivra avec une forte augmentation de son utilisation pendant les années 1960. Harry Anslinger, instigateur du système fédéral de lutte contre la drogue fait surveiller et ficher de nombreux artistes susceptibles d'en consommer : Count Basie, Cab Calloway, Duke Ellington, les membres du NBC Orchestra, Dizzy Gillespie, Lionel Hampton, Thelonius Monk, Louis Armstrong, etc. En Europe de l'Ouest, l'explosion de la popularité du cannabis coïncide avec le mouvement hippie : la consommation de drogue devient alors synonyme de contestation de la société bourgeoise.
Dans les années 1960, l'INRA et la Fédération nationale des producteurs de chanvre (FNPC) démarrent un programme de sélection variétale pour mettre au point des cultivars monoïques et à faible teneur en THC. Ces travaux permettent de relancer la culture du chanvre agricole dans plusieurs pays européens, car ils lèvent l'obstacle technique de l'important dimorphisme sexuel de cette plante, ainsi que les objections en rapport avec l'usage psychotrope.
En 1964, un laboratoire israélien dirigé par le professeur Raphael Mechoulam isole le THC, responsable de la majeure partie des effets psychotropes du cannabis.
À partir de 1971, la CEE encourage financièrement la culture de chanvre par les agriculteurs pour la production de fibres, dans le cadre de l'organisation commune de marché (OCM) portant sur le lin et le chanvre.

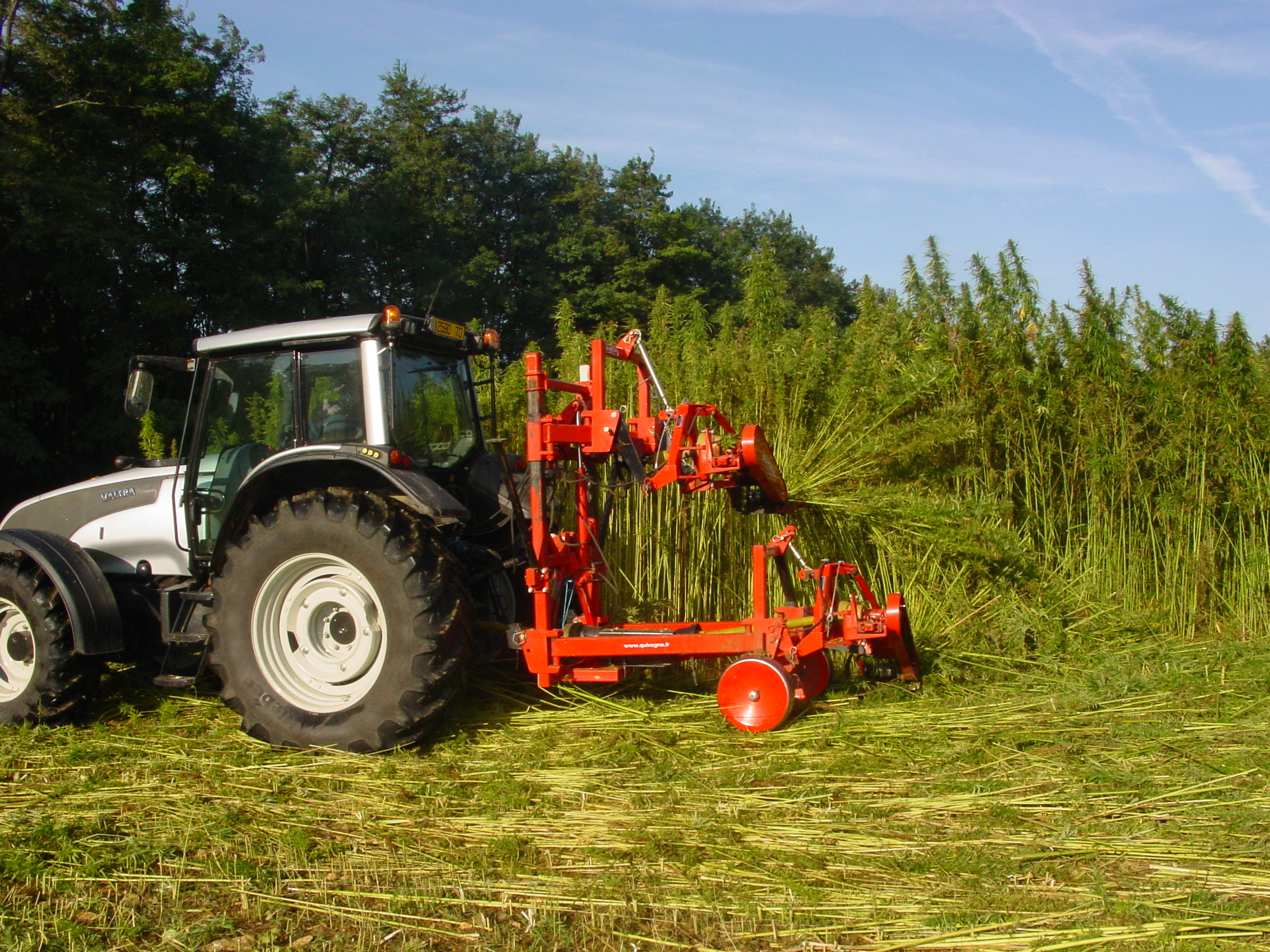
Récolte du chanvre textile en Haute-Saône à l'aide d'une faucheuse à barre de coupe double

En 1976, après plusieurs années de tolérance d'entreprise de vente au détail de cannabis, les autorités des Pays-Bas décrètent officiellement la décriminalisation de la vente pour usage personnel, encadrée par un système de patentes. L'un des objectifs de la politique néerlandaise est d'éviter que les consommateurs de cannabis n'entrent en contact, via les revendeurs de rue, avec d'autres produits illicites (opiacés, cocaïne, LSD, amphétamines, etc).
L'essor des préoccupations environnementales, depuis la fin du XXe siècle, tend à stimuler le développement de filières chanvre, dans des domaines aussi variés que le textile, l'habitat, l'alimentation, les bio-carburants... Entre 1996 et 1999, les superficies cultivées en chanvre dans l'UE ont plus que doublé, passant de 13,7 à 32,3 milliers d'hectares, principalement du fait de l'Espagne.
Depuis les années 1990, la culture du chanvre a vu se développer de nouveaux acteurs, de nouveaux réseaux et de nouvelles pratiques. En effet, de plus en plus d'usagers du cannabis en Europe et dans le monde (États-Unis, Canada, Australie…) se tournent vers l'autoproduction à l'intérieur de logements - en appartement ou en maison, ou à l'extérieur - dans le jardin, en forêt, en montagne, dans un champ… Ils ne veulent plus être confrontés aux risques (violences, mauvaise qualité des produits, inflation…) liés aux trafics dans les espaces publics (rue, cité…) ou privés (bar, discothèque, appartement…), et souhaitent pour certains augmenter leurs revenus en commercialisant une partie de leur production auprès de leurs propres réseaux (amis, famille, collègues, ami d'ami, voisins…). Cultiver à l'intérieur procure souvent de meilleurs résultats (qualité, quantité), mais est plus dangereux lorsque l'activité est illicite parce que la police identifie plus facilement les responsables, tandis que cultiver à l'extérieur, dans des lieux isolés, est moins risqué en cas de saisie. Enfin, les cultivateurs perfectionnent depuis les années 70 leurs outils et méthodes de production, ce qui a pour conséquence une plus grande diversité d'herbes, avec une hausse moyenne des teneurs en THC dans les différentes variétés de cannabis. Un réseau de magasins spécialisés fournissant aux cultivateurs tout le matériel sauf les graines s'est développé dans les années 90 et 2000 en France et dans le monde. L'internet, les sites web de vente en ligne jouent un rôle important dans la diffusion des connaissances, des valeurs et des croyances. Ce secteur de production et de consommation reste à explorer par les chercheurs en sciences sociales et économiques, en médecine, en addictologie et en épidémiologie.
2005 marque un tournant majeur dans l'histoire du cannabis thérapeutique puisque, avec l'assouplissement de la législation de certains pays - notamment le Canada et le Royaume-Uni -, la prescription médicale de THC étant autorisée.

### Filmographie
- Marihuana, film américain sorti en 1936
- Grass, histoire d'une prohibition, Ron Mann, Canada, 2000, 35 mm, coul. + n/b, 80 min.
- Kif Kif, film documentaire de 26 min sur la culture du cannabis dans la région de Ketama au Maroc, réalisé par Philippe Lachambre, Jacques-Henri Bidermann et Olivier Poucet, 1994.